# Afartriangeln

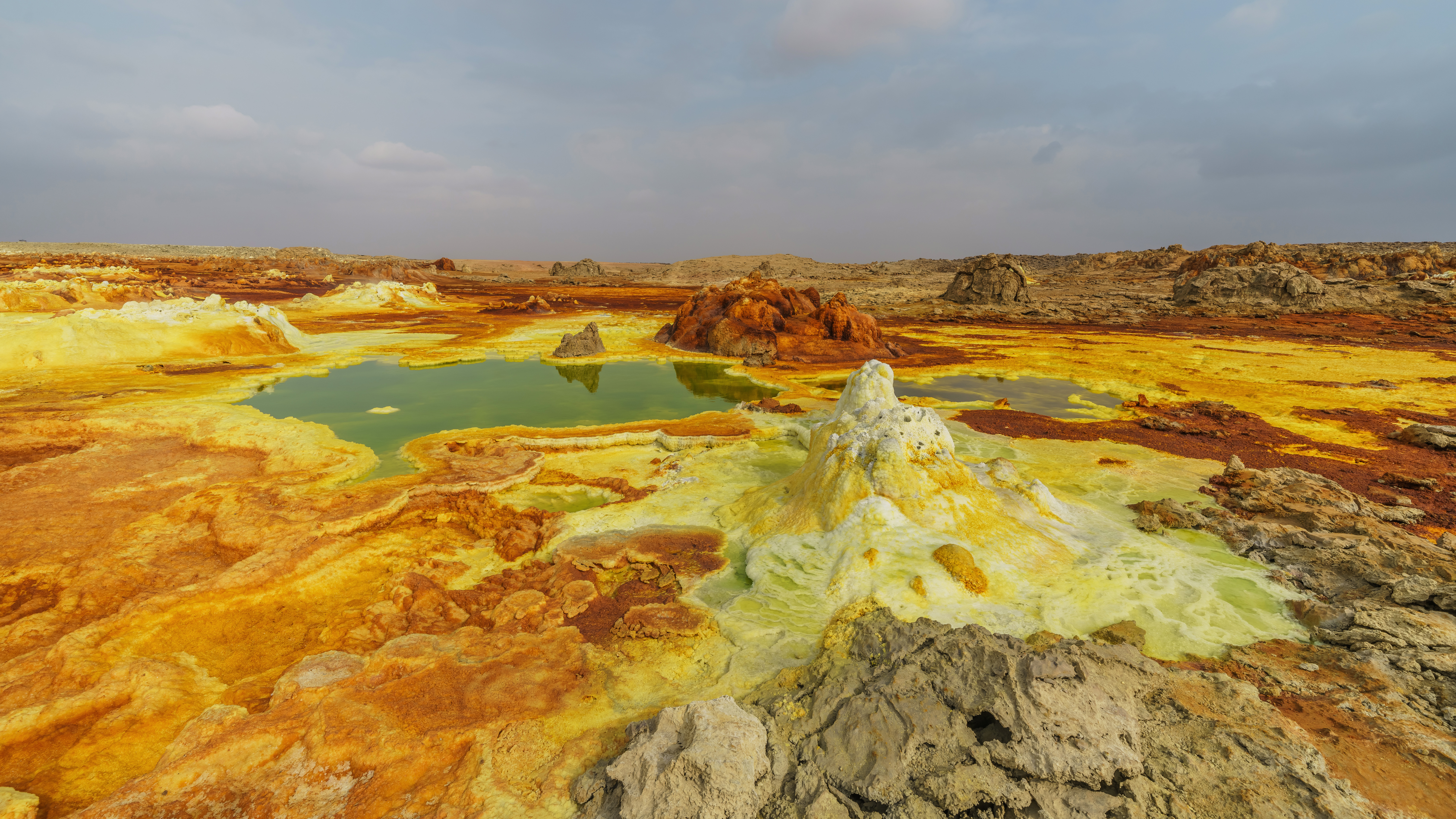
Heta källor i Danakilsänkan.

Afartriangeln är ett område i södra Eritrea, Etiopien och Djibouti. Det är uppkallat efter folkgruppen afarer som lever området. Området består av en klippöken med en mängd aktiva vulkaner (t.ex. Erta Ale), förkastningsbranter och gravsänkor. 
Afartriangeln är arkeologiskt unikt på grund av sina rika fynd av förhistoriska hominider, exempelvis Australopithecus afarensis.

## Geografi
Triangelns norra spets ligger i Massaua vid Röda havet, det sydöstra hörnet mellan Bab al-Mandab och Djibouti och det sydvästra hörnet i närheten av Addis Abeba i Etiopien. 

### Topografi
Afartriangeln är en klippöken som till stor del ligger under havsnivån men den södra delen sträcker sig upp till 1 000 meter över havsnivån. Det ligger i gränslandet där den arabiska, afrikanska (nubiska) och den somaliska kontinentalplattan glider isär. Detta gör att området inte tillhör något av dessa kontinentalblock utan geologiskt liknar det snarare havsbotten.
I Afartriangeln har några av de högsta temperaturerna på jordens yta uppmätts. I området finns Danakilsänkan, jordens varmaste plats som ligger 125 meter under havsnivå. Området är täckt med salt, från havsvatten som sipprat in och sedan avdunstat. 

### Geologi
Afartriangeln i nordligaste Etiopien, där Great Rift Valley når Röda havet, finns ett triangulärt område där alla litosfärplattorna rör sig bortåt. Det gör att många sköldvulkaner uppstått på platsen och dessa har spytt ut lättflytande lava över stora områden. Här finns också en av jordens mest aktiva vulkaner, sköldvulkanen Erta Ale. Eftersom magman ligger så nära ytan har vulkanen en sjö av magma som aldrig stelnar utan ständigt fylls på med ny magma underifrån. Något som är unikt bland vulkaner eftersom vulkaner oftast bara har flytande magma, eller lava, inuti sig i samband med utbrott.
Strax under markytan finns koppar, svavel och järn från magman.